# Herb powiatu ciechanowskiego
Herb powiatu ciechanowskiego – jeden z symboli powiatu ciechanowskiego, ustanowiony 20 listopada 2000.

## Wygląd i symbolika
Herb przedstawia na tarczy w polu niebieskim wizerunek zamku w Ciechanowie w kolorze złotym, na którego prawym murze wyłania się postać świętego w białej szacie ze złotym nimbem, trzymającego w prawej ręce klucz złoty oparty o prawe ramię (jest to postać świętego Piotra, pochodząca z herbu Ciechanowa). Nad frontową wieżą zamku widnieje hiszpańska tarcza herbowa, na której czerwonym polu widnieje orzeł mazowiecki. 